# Cerco de Edessa (163)
O cerco de Edessa ocorreu em 163 quando o Império Arsácida, sob Vologases IV (r. 147–191), sitiou a cidade de Edessa, capital do Reino de Osroena, que estava sob proteção do Império Romano. Os partos capturaram Edessa e instalaram Uael (filho de Saru) como rei fantoche. Manu VIII (filho de Manu VII), o rei legítimo, foi forçado a fugir para os romanos. Uael governaria Osroena como um súdito parta de 163 a 165, quando os romanos recuperaram a posse da cidade e reinstalaram Manu VIII no trono. Durante seu curto mandato, Uael emitiu moedas com o retrato do rei parta.